# Ґонембиці
Ґонембиці (пол. Goniembice) — село в Польщі, у гміні Ліпно Лещинського повіту Великопольського воєводства.
Населення — 222 особи (2011).
У 1975-1998 роках село належало до Лешненського воєводства.

## Демографія
Демографічна структура станом на 31 березня 2011 року:
|          | Загалом | Допрацездатний вік | Працездатний вік | Постпрацездатний вік |
| -------- | ------- | ------------------ | ---------------- | -------------------- |
| Чоловіки | 111     | 25                 | 77               | 9                    |
| Жінки    | 111     | 26                 | 67               | 18                   |
| Разом    | 222     | 51                 | 144              | 27                   |